# ロッソ・スクーデリア
ロッソ・スクーデリア（Rosso Scuderia）は、東京都に拠点を置く自動車ディーラー。日本におけるフェラーリの正規販売会社の1社である。

## 沿革

### 日本初のフェラーリ専売正規ディーラー
2008年に、フェラーリの本社直轄の日本法人である「フェラーリ・ジャパン」が設立されたことを受けて、2009年に、日本初のフェラーリ専売の正規販売代理店として東京都港区青山にショールームをオープンした。なお店名の「ロッソ・スクーデリア」は、フェラーリ純正の塗装色の1つである。
地上3階、地下1階建ての同ショールームには、新車の他に認定中古車の展示スペースや商談スペースなどがあり、また、日本で初めての「フェラーリ・アトリエ」を備えたショールームであった。

### 新ショールーム

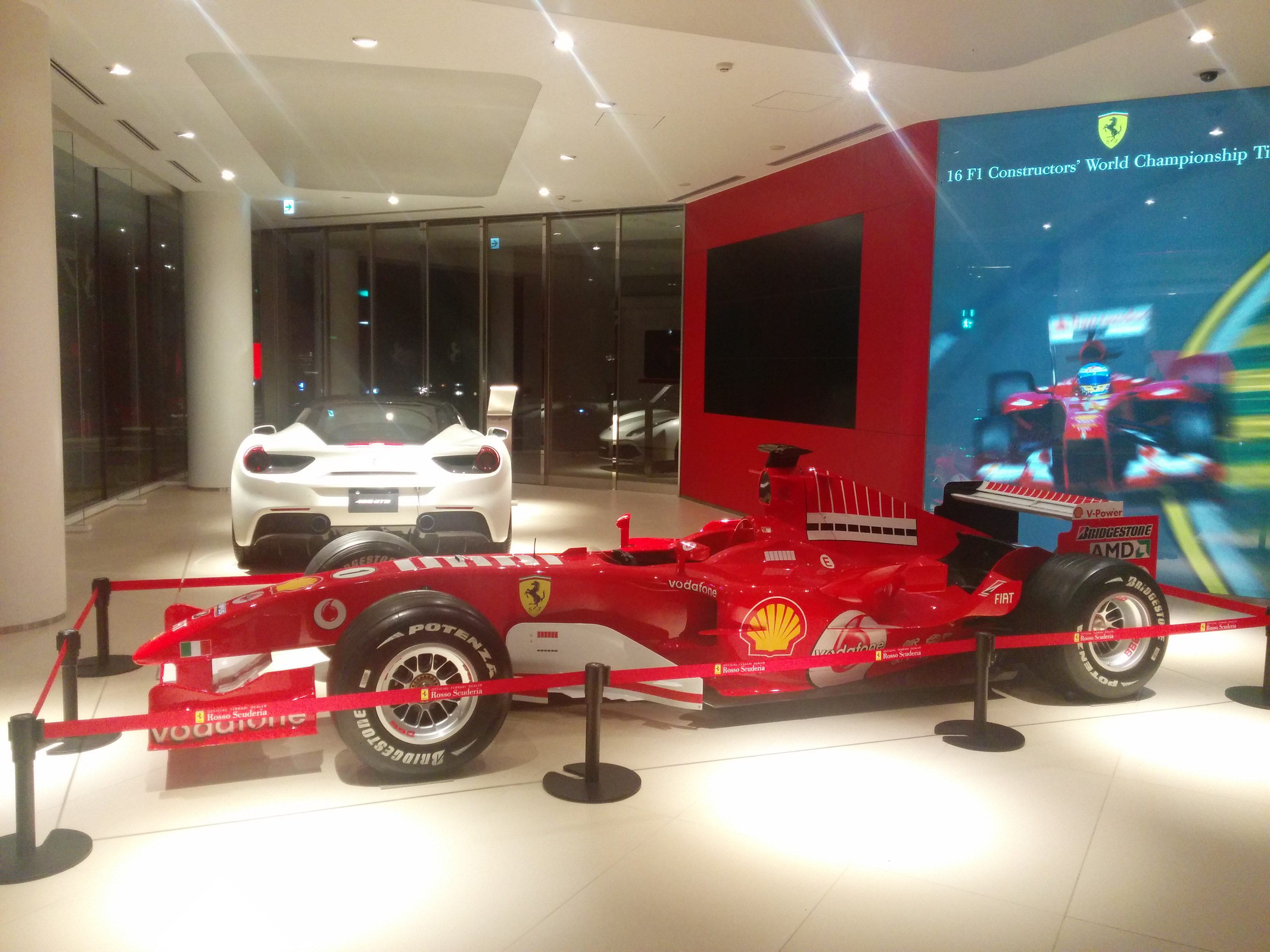
ロッソ・スクーデリアのショールーム（2017年）

2014年には、最新のフェラーリのCIに沿ったデザインの5階建てのショールームを港区六本木にオープンし、新車と認定中古車の販売、「F1クリエンティ」や「フェラーリ・チャレンジ」などのモータースポーツ活動のサポート、サーキットイベントやドライブイベントの開催などのマーケティング活動などを行っている。

### 認定サービスセンター
2010年に目黒区碑文谷に認定サービスセンターをオープンし、フェラーリの整備や修理、認定パーツやロゴ入りグッズの販売、「フェラーリ・クラシケ」の認証申請代理などを行っている。受付車輌が多くなったことから、2018年には国立にファクトリーもオープンした。

### 世界一獲得
2018年1月に、マラネッロのフェラーリ本社内で行われた世界のフェラーリディーラーの年次総会で、2016年度のセールス、アフターサービス、マーケティング、コルセ・クリエンティの活動を総合的に評価され、全世界186のフェラーリ正規ディーラーの頂点である「グローバル・トップ・ディーラー・オブ・ザ・イヤー」を獲得した。

## 店舗
- ショールーム: 東京都港区六本木 (飯倉片町交差点)
- サービスセンター: 目黒区碑文谷/東京都国立市